# Nikola Kalinić (koszykarz)
Nikola Kalinić (cyr. Никола Калинић, ur. 8 listopada 1991 w Suboticy) – serbski koszykarz występujący na pozycjach niskiego lub silnego skrzydłowego, reprezentant kraju, wicemistrz olimpijski, świata oraz Europy, obecnie zawodnik FC Barcelona.

## Osiągnięcia
Stan na 21 listopada 2022, na podstawie, o ile nie zaznaczono inaczej.

### Drużynowe
- Mistrz:
  - Euroligi (2017)
  - Turcji (2016–2018)
  - Ligi Adriatyckiej (2015, 2022)
  - Serbii (2015, 2022)
- Wicemistrz:
  - Euroligi (2016, 2018)
  - Turcji (2019)
- 4. miejsce:
  - w Eurolidze (2019)
  - podczas mistrzostw Hiszpanii (2021)
- Zdobywca:
  - pucharu:
    - Serbii (2015, 2022)
    - Turcji (2016, 2019, 2020)

  - Superpucharu Turcji (2015, 2016)
- Finalista superpucharu:
  - Hiszpanii (2022)
  - Turcji (2017, 2018)
- Uczestnik międzynarodowych rozgrywek Euroligi (2014/2015 – TOP 16, 2021/2021 – 9. miejsce)

### Indywidualne
- MVP:
  - Ligi Adriatyckiej (2022)
  - miesiąca Euroligi (luty 2021)
  - kolejki Ligi Adriatyckiej (14, 29 – 2014/2015)
- Zaliczony do I składu Ligi Adriatyckiej (2022)
- Najlepiej punktujący finałów Euroligi (2017)

### Reprezentacja
Seniorów
- Wicemistrz:
  - igrzysk:
    - olimpijskich (2016)[4][5][6]
    - śródziemnomorskich (2013)

  - świata (2014)[7]
- Uczestnik:
  - mistrzostw Europy (2013 – 7. miejsce, 2015 – 4. miejsce, 2022 – 9. miejsce)[8][9]
  - kwalifikacji:
    - olimpijskich (2016 – 1. miejsce, 2021 – 2. miejsce)[10]
    - europejskich do mistrzostw świata (2017, 2021)

Młodzieżowe
- Brązowy medalista uniwersjady (2013)
- Uczestnik U–20 (2011 – 13. miejsce)[11]